# Пол Морисън
Пол Морисън (на английски: Paul Morrison) е английски режисьор и сценарист.
Роден е през 1944 година в Лондон. Работи като психотерапевт и дълги години режисира документалистика за телевизията, като дебютира в киното през 1999 година. Сред известните му филми са „Соломон и Гейнор“ („Solomon and Gaenor“, 1999), номиниран за „Оскар“ за чуждоезичен филм, „Блажена забрава“ („Wondrous Oblivion“, 2003), „Шепа прах“ („Little Ashes“, 2008).

## Избрана филмография
- „Соломон и Гейнор“ („Solomon and Gaenor“, 1999)
- „Блажена забрава“ („Wondrous Oblivion“, 2003)
- „Шепа прах“ („Little Ashes“, 2008)